# Dorothy McGuire
Dorothy Hackett McGuire (Omaha, Nebraska, 14 de junio de 1916-Santa Mónica, California, 13 de septiembre de 2001) fue una actriz cinematográfica estadounidense nominada al Óscar.

## Biografía

### Carrera
Nacida en Omaha, Nebraska, empezó su carrera interpretativa participando en numerosas producciones teatrales veraniegas. Finalmente le llegó el éxito en Broadway –su primera actuación fue supliendo a Martha Scott en Our Town, y posteriormente trabajó en la comedia Claudia.
Llevada a Hollywood por el productor David O. Selznick gracias a la fuerza de su trabajo teatral, McGuire trabajó en su primera película, una adaptación al cine de su éxito en Broadway Claudia, en la que interpretaba a una joven novia que casi destruye su matrimonio por culpa de su egoísmo. Esta primera actuación en la gran pantalla tuvo buena aceptación, tanto por el público como por la crítica, y motivó no solo una secuela, Claudia and David (ambas junto con Robert Young), sino también otros varios papeles.
McGuire tuvo una larga carrera en Hollywood. Su versatilidad le facilitó trabajar tanto en tensos melodramas, tales como The Spiral Staircase (La escalera de caracol) y Make Haste to Live (Pasado tenebroso), como en comedias alegres, tales como Mother Didn't Tell Me y Mister 880 (El caso 880). En 1943, a los 27 años, ya interpretaba papeles de madre en películas como A Tree Grows In Brooklyn (Lazos humanos). Fue nominada al Óscar a la mejor actriz en 1947 por Gentleman's Agreement. Otras películas notables incluyen Three Coins in the Fountain (Creemos en el amor), Friendly Persuasion (La gran prueba), Old Yeller (Fiel amigo), Swiss Family Robinson y The Greatest Story Ever Told.
Estuvo casada con el fotógrafo John Swope. Tuvo dos hijos, uno de ellos es la actriz Topo Swope. Dorothy McGuire falleció por una enfermedad cardíaca en Santa Mónica, California, en 2001, a los 85 años de edad. 
McGuire tiene una estrella en el Paseo de la Fama de Hollywood, en el 6933 de Hollywood Boulevard.

## Filmografía seleccionada
| Año  | Título                               |
| ---- | ------------------------------------ |
| 1945 | The Enchanted Cottage                |
| 1945 | Lazos humanos                        |
| 1945 | La escalera de caracol               |
| 1946 | Till the End of Time                 |
| 1947 | Gentleman's Agreement                |
| 1950 | Mister 880                           |
| 1951 | Callaway Went Thataway               |
| 1954 | Three Coins in the Fountain          |
| 1955 | Trial                                |
| 1956 | Friendly Persuasion                  |
| 1957 | Old Yeller                           |
| 1959 | A Summer Place                       |
| 1960 | The Dark at the Top of the Stairs    |
| 1960 | Swiss Family Robinson                |
| 1963 | Summer Magic                         |
| 1965 | The Greatest Story Ever Told         |
| 1976 | Rich Man, Poor Man (miniserie de TV) |
| 1978 | Little Women                         |
| 1985 | Between the Darkness and the Dawn    |

## Premios y distinciones
Premios Óscar
| Año  | Categoría    | Película             | Resultado |
| ---- | ------------ | -------------------- | --------- |
| 1948 | Mejor actriz | La barrera invisible | Nominada  |